# Lac de la Songhua
Le lac Songhua (caractères chinois : 松花湖 ; pinyin : sōng huā hú ; littéralement : lac de la fleur de pin) est un lac artificiel et le plus grand lac de la province du Jilin au nord-est de la Chine.

## Barrage hydro-électrique de Fengman
Le lac fut formé en 1937, par la construction d'un barrage hydro-électrique sur la rivière Songhua à hauteur de l'arrondissement Fengman de la ville-préfecture de Jilin.

## Parc national du lac Songhua
Le parc paysager du lac Songhua (松花湖风景名胜区) a été proclamé parc national le 1er août 1988.